# Викторьевка
Викторьевка — посёлок в Таштагольском районе Кемеровской области. Входит в состав Шерегешского городского поселения.

## История
Во времена СССР — населённый пункт Шерегешского поссовета Таштагольского горсовета.

## География
Центральная часть населённого пункта расположена на высоте 477 метров над уровнем моря.

## Население
В 1968 году проживало 80 человек, имелось 11 хозяйств.
По данным Всероссийской переписи населения 2010 года, посёлок Викторьевка не имеет постоянного населения.